# Sphingicampa albolineata
Sphingicampa albolineata är en fjärilsart som beskrevs av Augustus Radcliffe Grote och Robinson 1866. Sphingicampa albolineata ingår i släktet Sphingicampa och familjen påfågelsspinnare. Inga underarter finns listade i Catalogue of Life.